# 克蒂斯·普里姆
克蒂斯·普里姆（英語：Curtis Priem），是一位美國電氣工程師。1982年，他獲得了壬色列理工學院的電氣工程學位。後來，他設計了第一個用於個人電腦的圖形處理器，這就是著名的IBM專業圖形適配器。
在1986年至1993年間，他在昇陽電腦擔任高級工程師，並成功開發了GX圖形芯片。
他與黃仁勳和克里斯·馬拉科夫斯基共同創立了NVIDIA，在1993年至2003年間擔任該公司的技術長。然而，他於2003年時從NVIDIA退休。
2000年，壬色列理工學院授予他年度企業家稱號 。從2003年至2007年，他擔任倫斯勒公司的受託人。2004年，他宣布將向該研究所無限制地捐贈4000萬美元。倫斯勒隨後以他的名字命名了柯蒂斯·R·普里姆實驗媒體和表演藝術中心，通常簡稱為「EMPAC」。
他還是Priem家族基金會的主席，該基金會是他與妻子Veronica於1999年9月建立的。這是一個非經營性的基金會，意味著它沒有辦公室或工作人員，因此沒有管理費用。其存在的目的是為了向其他基金會或慈善機構捐贈資金。